# اس‌ام‌اس کونیگ
اس‌ام‌اس کانیگ (به انگلیسی: SMS König) یک کشتی است که طول آن ۱۷۵٫۴ متر (۵۷۵ فوت ۶ اینچ) می‌باشد. این کشتی در سال ۱۹۱۳ ساخته شد.